# Kłos (wieś)
Kłos (do 1945 niem. Kluß) – wieś w północnej Polsce, położona w województwie zachodniopomorskim, w powiecie koszalińskim, w gminie Sianów, nad strumieniem Grodna, między Sianowem a Koszalinem, przy drodze krajowej nr 6.
Według danych z 30 czerwca 2003 r. wieś miała 215 mieszkańców.

## Położenie
Wieś położona na płaskim terenie na północny wschód od Koszalina, w pobliżu Sianowa, na południe od rzeki Unieści, nad strumieniem Grodna, u podnóża Góry Chełmskiej, otoczona polami i lasem. Połączenie z centrum Koszalina umożliwiają busy z przewozów pasażerskich.
W latach 1975–1998 miejscowość administracyjnie należała do woj. koszalińskiego.

## Zabudowa wsi
Według założenia lokacyjnego jest ulicówką. Rozbudowana na początku XX wieku w kierunku północno-wschodnim wzdłuż drogi Koszalin-Sianów (droga krajowa nr 6). Współczesna rozbudowa wsi rozwija się w kierunku Góry Chełmskiej, równolegle do drogi krajowej nr 6.
Układ zagród: tradycyjny – dwubudynkowy z chałupą szerokofrontową, usytuowaną od strony ulicy i budynkiem gospodarczym od podwórza oraz współczesny – zachowany typ tradycyjny z zabudową współczesną.
Znajdują się tu pozostałości dawnego cmentarza ewangelickiego, założonego w 2. połowie XIX wieku.
Wzdłuż ciągu drogi krajowej nr 6 rośnie aleja lipowa.